# Liste der Bischöfe von Fossombrone
Die folgenden Personen waren Bischöfe von Fossombrone (Italien):
- Settimio (109)
- Fabian (127)
- Adrian I. (222)
- Innozenz I. (231)
- Timoteo (284–304)
- Andrea I. (310)
- Alexander (409)
- Karl (435)
- Innozenz II. (498–505)
- Felicissimo
- Paolino (555)
- Marco (649)
- Paolo (735)
- Leopardo (826–852)
- Johannes I. (853)
- Geremia (860)
- Johannes II. (868)
- Peter I. (876)
- Andrea (908)
- Reginaldo (967)
- Adamo (1034–1044)
- Benedikt (1045–1072)
- Folco oder Fulcoino (1076–1086)
- Ubaldo (1099)
- Monaldo I. (1112)
- Gualfredo (1140)
- Niccolo II. (1179–1197)
- Monaldo II. (1217–1230?)
- Heiliger Aldebrando (1230–1250)
- Beato Riccardo (1250–1255?)
- Gentile I. (1255–1270)
- Ildebrando (1265–1280)
- Gentile II. (1280–?)
- Giacomo oder Iacopo (1286–1295)
- Monaldo III. (1295–1304)
- Giovanni III. (1304–1317)
- Pietro de Gabrielli (1317–1327)
- Filippo (1327–1333)
- Arnaldo (1333–1341)
- Ugolino (1341–1363)
- Galvano oder Garrano (1363–1372)
- Oddone Ranieri (1372–1408)
- Ruello de Roelli (1408–1420)
- Giovanni Mucci (1420–1432)
- Delfino Gozzadini (1432–1434)
- Andrea (1434)
- Gabriele Benveduti (1434–1449)
- Agostino Lanfranchi (1449–1469)
- Gerolamo Santucci (1469–1494)
- Paul von Middelburg (1494–1534)
- Giovanni Guidiccioni (1534–1541)
- Niccolò Kardinal Ardinghelli (1541–1545)
- Lodovico oder Luigi Ardinghelli (1545–1569)
- Alessandro Mazza (1569–1575)
- Orazio Montegranelli (1575–1579)
- Ottavio Accoramboni (1579–1610)
- Giovanni Canauli oder Cannuli (1610–1612)
- Lorenzo Landi (1612–1627)
- Benedetto Landi (1628–1632)
- Giovanni Battista Landi (1633–1647)
- Giambattista Zeccadoro (1648–1696)
- Lorenzo Fabbri (1696–1709)
- Carlo Palma (1709–1718)
- Eustachio Palma (1718–1754)
- Apollinare Peruzzini (1755–1774)
- Rocco Maria Barsanti (1775–1779)
- Felice Paoli (1779–1800)
- Stefano Bellini (1800–1807) (auch Bischof von Recanati-Loreto)
- Giulio Maria Alvisini (1808–1823)
- Luigi Ugolini (1824–1850)
- Filippo Fratellini (1851–1884)
- Alessio Maria Biffoli (1884–1892)
- Vincenzo Franceschini (1892–1896) (auch Bischof von Fano)
- Dionisio Alessandri (1897–1904)
- Achille Quadrozzi (1904–1913)
- Pasquale Righetti (1914–1926) (auch Bischof von Savona und Noli)
- Amedeo Polidori (1931–1961)
- Vittorio Cecchi (1961–1973)
- Costanzo Micci (1973–1985)
- Mario Cecchini (1986–1986) (auch Bischof von Fano-Fossombrone-Cagli-Pergola)

Fortsetzung unter Liste der Bischöfe von Fano